# Caryatis hersilia
Caryatis hersilia är en fjärilsart som beskrevs av Druce 1887. Caryatis hersilia ingår i släktet Caryatis och familjen björnspinnare. Inga underarter finns listade i Catalogue of Life.